# Amitus aleurotubae
Amitus aleurotubae is een vliesvleugelig insect uit de familie van de Platygastridae. De wetenschappelijke naam van de soort is voor het eerst geldig gepubliceerd in 1982 door Viggiani & Mazzone.